# Super League 2001
La Super League de 2001 fue la 107.ª temporada del rugby league de Inglaterra y la sexta edición con la denominación de Super League, es el torneo de rugby league más importante de Inglaterra.

## Formato
Los equipos se enfrentaron en formato de todos contra todos, los primeros cinco clasificados disputaron la postemporada, mientras que el último clasificado desciende a segunda división.
Se otorgaron 2 puntos por cada victoria, 1 por el empate y 0 por la derrota.

## Desarrollo

### Tabla de posiciones
| Pos. | Equipo                     | Encuentros | Encuentros | Encuentros | Encuentros | Tantos | Tantos | Tantos | Puntos |
| Pos. | Equipo                     | PJ         | PG         | PE         | PP         | F      | C      | Dif.   | Puntos |
| ---- | -------------------------- | ---------- | ---------- | ---------- | ---------- | ------ | ------ | ------ | ------ |
| 1    | Bradford Bulls             | 28         | 22         | 1          | 5          | 1120   | 474    | +646   | 45     |
| 2    | Wigan Warriors             | 28         | 22         | 1          | 5          | 989    | 494    | +495   | 45     |
| 3    | Hull FC                    | 28         | 20         | 2          | 6          | 772    | 630    | +142   | 42     |
| 4    | St Helens RFC              | 28         | 17         | 2          | 9          | 924    | 732    | +192   | 36     |
| 5    | Leeds Rhinos               | 28         | 16         | 1          | 11         | 774    | 721    | +53    | 33     |
| 6    | London Broncos             | 28         | 13         | 1          | 14         | 644    | 603    | +41    | 27     |
| 7    | Warrington Wolves          | 28         | 11         | 2          | 15         | 646    | 860    | -214   | 24     |
| 8    | Castleford Tigers          | 28         | 10         | 1          | 17         | 581    | 777    | -196   | 21     |
| 9    | Halifax Blue Sox           | 28         | 9          | 0          | 19         | 630    | 819    | -189   | 18     |
| 10   | Salford City Reds          | 28         | 8          | 0          | 20         | 587    | 596    | -369   | 16     |
| 11   | Wakefield Trinity Wildcats | 28         | 8          | 0          | 20         | 529    | 817    | -288   | 14     |
| 12   | Huddersfield Giants        | 28         | 6          | 1          | 21         | 613    | 926    | -313   | 13     |

|  | Clasificados a postemporada.  |
|  | Desciende a Segunda división. |

### Postemporada

#### Final de clasificación
| 21 de septiembre | Wigan Warriors | 27 - 24 | Hull FC |  |  |

#### Final de eliminación
| 22 de septiembre | St Helens RFC | 38 - 30 | Leeds Rhinos |  |  |

#### Semifinales
| 28 de septiembre | Hull FC | 20 - 24 | St Helens RFC |  |  |

| 30 de septiembre | Bradford Bulls | 24 - 18 | Wigan Warriors |  |  |

#### Final preliminar
| 6 de octubre | Wigan Warriors | 44 - 10 | St Helens RFC |  |  |

#### Final
| 13 de octubre | Bradford Bulls | 37 - 6 | Wigan Warriors | Old Trafford, Mánchester        |  |
|               |                |        |                | Asistencia: 60.164 espectadores |  |

| Bandera de Inglaterra  |
| Campeón Bradford Bulls |
| Cuarto título          |